# Нацистская расовая политика
Наци́стская ра́совая поли́тика — политика расовой дискриминации, ксенофобии и геноцида нацистской Германии, основанная на идеологии нацизма и его расовой теории, включая идеи превосходства «арийской расы» и её борьбы с «семитской расой», а также концепцию «расовой гигиены».
Во многих европейских и американских странах расизм в XIX веке и в начале XX века не находился под запретом, а с приходом к власти нацистов в Германии получил государственную поддержку.
Национал-социализм ставил своей целью создание и утверждение на достаточно обширной территории «расово чистого» государства «арийской расы», имеющего всё необходимое для благополучного существования на протяжении неопределённо долгого времени («Тысячелетний рейх»).
Основанная на евгенике концепция «расовой гигиены» подразумевала необходимость разделения людей на представителей «высшей расы» и «низших элементов» и необходимость соответствующего отбора. По этой концепции, первых следовало искусственно поддерживать, тогда как воспроизводство вторых требовалось предотвращать; смешение же рас даёт нежелательные последствия. Эта концепция также требовала проводить стерилизацию или уничтожение алкоголиков, эпилептиков, лиц с различными наследственными болезнями, слабоумных. Стремление к поддержанию «расовой гигиены» проявилось в государственных программах истребления различных категорий граждан (см. «Программа Т-4»).
В соответствии с принципами «расовой гигиены» главным объектом преследования стали евреи, которые были лишены прав гражданства, возможности работать на государственной службе, иметь частную практику и собственный бизнес, вступать в брак с немцами (немками) и получать образование в государственных учебных заведениях. Их собственность и предприятия регистрировались и подвергались конфискации. Постоянно совершались акты насилия, и официальная пропаганда разжигала (либо подогревала) среди этнических немцев чувства предубеждения и ненависти к евреям. Позже евреи были подвергнуты планомерному уничтожению. Аналогичные действия совершались по отношению к цыганам, славянам, душевнобольным, инвалидам, гомосексуалам и ряду других категорий людей, считавшихся «неполноценными».

## Евреи

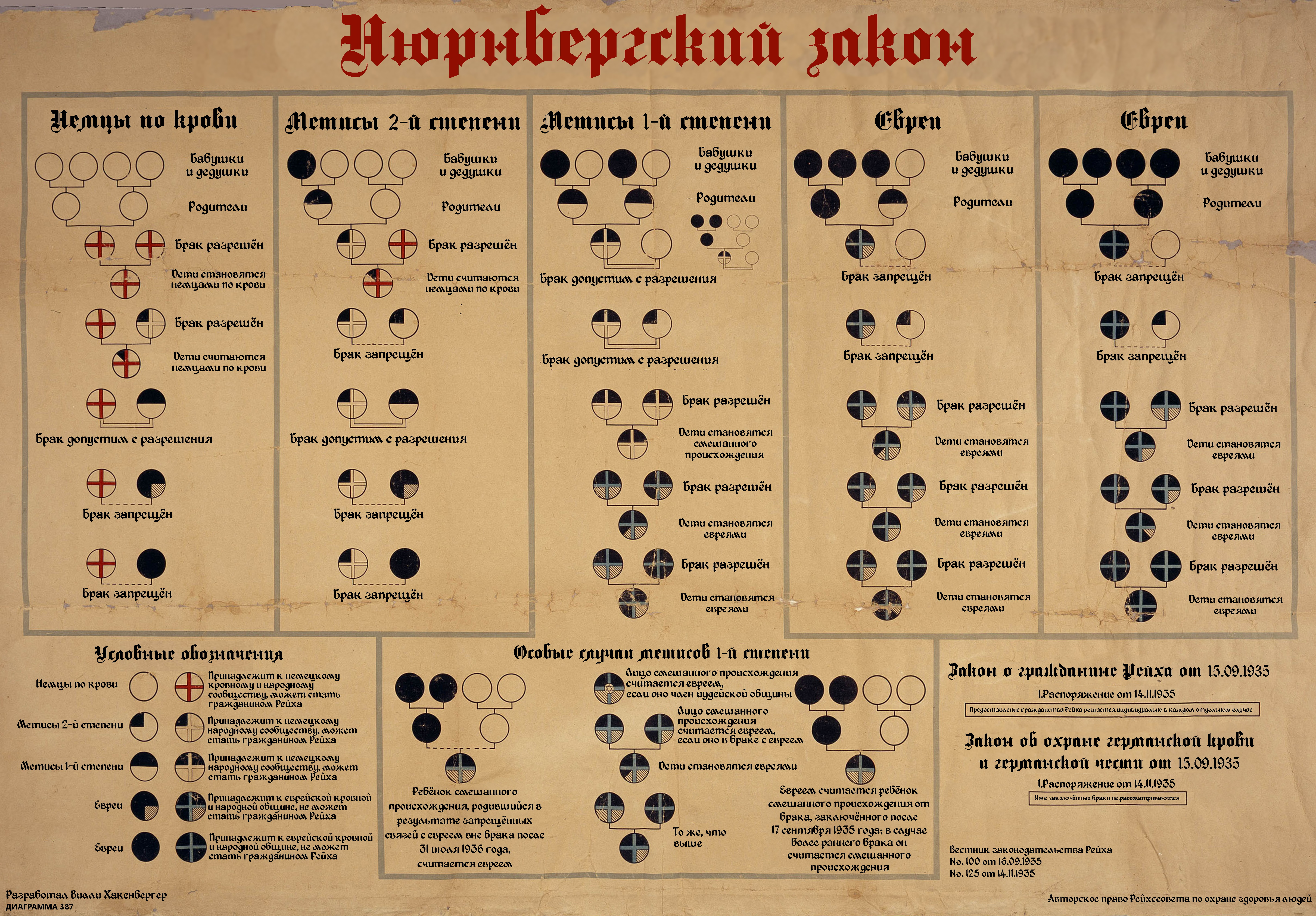
Диаграмма 1935 года, объясняющая Нюрнбергские расовые законы, определяющие принадлежность к «арийцам», евреям или мишлингам (перевод)

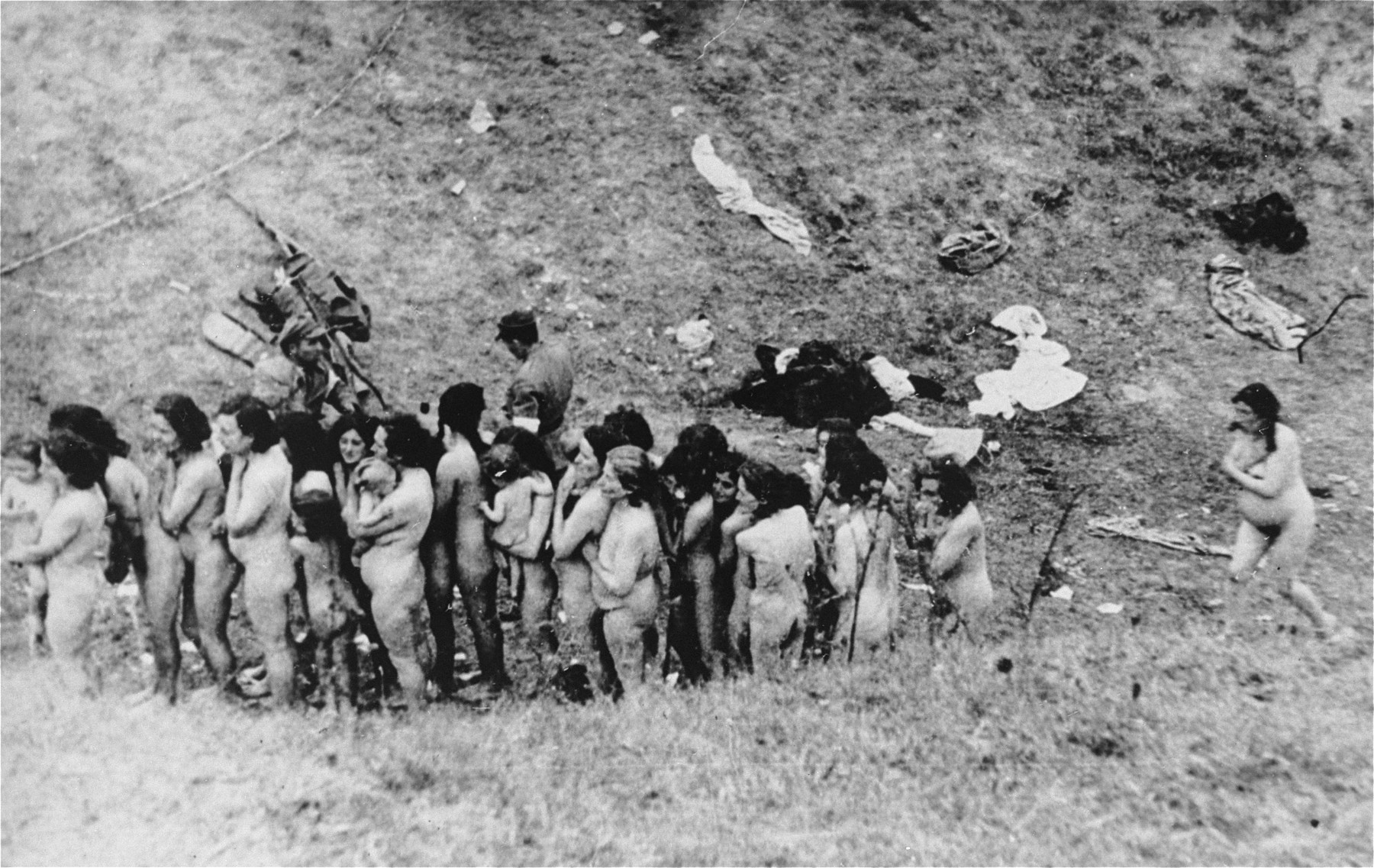
Еврейские женщины из гетто в Мизоче (Польша, ныне Украина), некоторые из которых держат на руках детей, ждут очереди на свою казнь, осуществляемую сотрудниками немецких Полиции безопасности (Зипо) и Службы безопасности (СД) при поддержке Украинской вспомогательной полиции

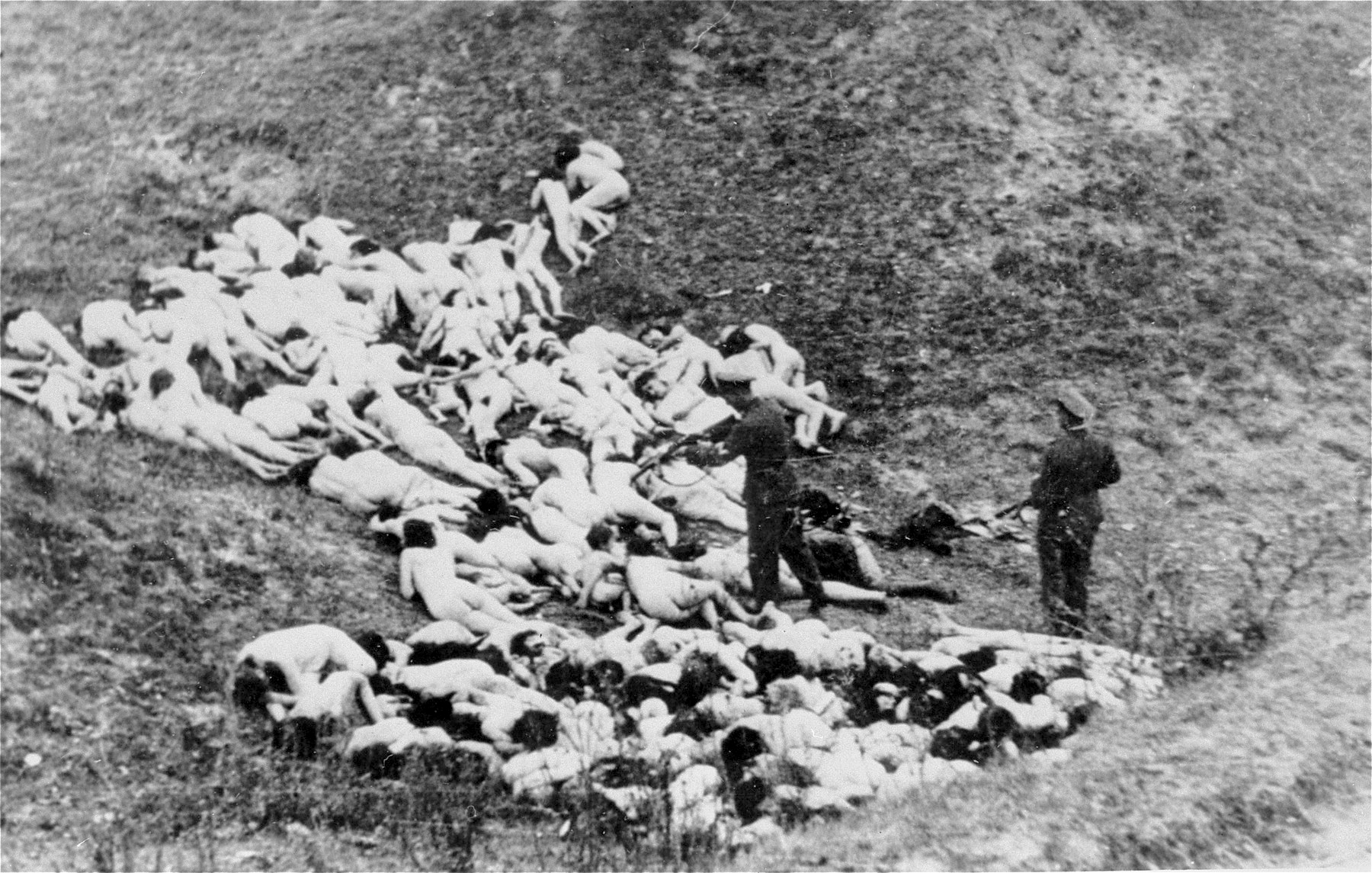
Немецкий полицейский добивает выживших еврейских женщин и детей после массовой казни

Евреи последовательно исключались из политической и экономической жизни Третьего Рейха, а также из сфер науки и искусства. «Расово чуждыми» назывались марксизм и другие рационалистические направления философии как «порождённые Талмудом». По таким же критериям оценивались и точные науки, использовалось понятие «арийской физики», противопоставляемой «еврейской» (в частности теории относительности). Заявлялось о еврейских корнях у ряда новых направлений изобразительного искусства (сюрреализм, дадаизм, экспрессионизм), которые объединялись под названием «дегенеративное искусство».
К открытому физическому преследованию евреев переходят в 1938 году во время так называемой «Хрустальной ночи», которой предшествовало объявление просроченных иностранных паспортов недействительными и депортация евреев — польских граждан. После нападения на Польшу в сентябре 1939 года глава Главного управления безопасности рейха (РСХА) Р. Гейдрих отдал приказ о концентрации польских евреев в гетто. В последующие месяцы все евреи Польши в возрасте 14-60 лет направлялись на принудительные работы, а еврейские банковские счета были заморожены.
По мере захвата Германией других стран евреи подвергались в них преследованиям в зависимости от местных инициатив и оказываемого немецкого давления. План полного уничтожения евреев, видимо, оформился к началу войны с Советским Союзом. Евреи Советского Союза при этом подлежали истреблению, в первую очередь, как «носители большевизма». Для массового уничтожения евреев (и других «расово нежелательных» элементов, а также участников сопротивления) были созданы специальные подразделения — айнзацгруппы, которым помогали солдаты вермахта и местные коллаборационисты. В результате большинство советских евреев, остававшихся на оккупированной территории, были уничтожены. В 1942 году было уничтожено большинство евреев Восточной и Центральной Европы, а также и значительная часть евреев Западной Европы. В 1943—1944 году нехватка рабочих рук привела к временному пересмотру «окончательного решения еврейского вопроса». Гиммлер отдал приказ об использовании труда оставшихся евреев в интересах военной экономики и даже предлагал освободить часть евреев в обмен на политические уступки (например, сепаратный мир с Западом) или за колоссальный выкуп. Ближе к концу войны некоторые нацистские руководители пытались использовать евреев для установления связи с союзниками, но другие (в частности, Гитлер) продолжали требовать тотального уничтожения выживших. На фоне наступления советских войск эсэсовцы ликвидировали последние гетто и рабочие лагеря и уничтожали следы совершённых преступлений.
Кроме расстрелов, использовались такие методы убийств, как отравления выхлопными газами в специальных автомашинах («душегубках»), «газовые камеры». Условия жизни в гетто и концентрационных лагерях также были рассчитаны на смерть от истощения и болезней.
Оценки числа жертв среди евреев составляли от 4,2 млн до 8 млн человек. Слова «шесть миллионов человек» зафиксированы в приговорах Нюрнбергского процесса.

## Цыгане

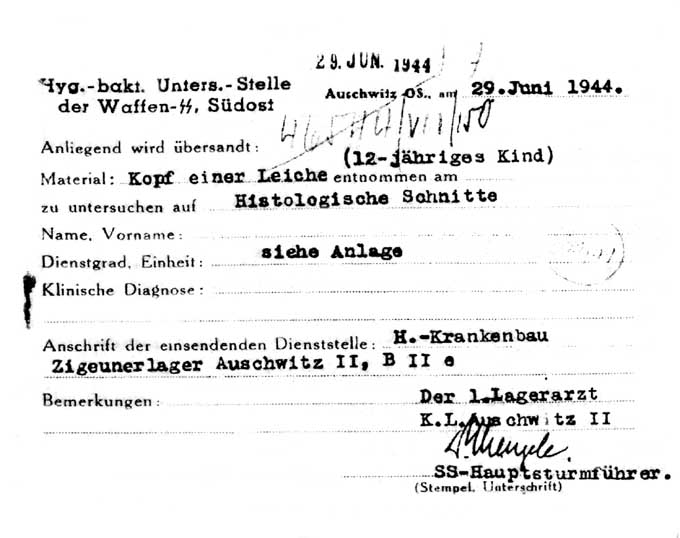
Запрос, в котором доктор Йозеф Менгеле требует предоставить ему для «исследования» голову 12-летнего ребёнка. Из архива цыганского сектора лагеря Освенцим

В период с 1935 по 1938 год полиция и ведомства социального обеспечения начинают помещать цыган в лагеря принудительного содержания, в частности в лагерь Марцан.
С марта 1936 на цыган распространяются положения так называемых «Нюрнбергских законов» (нем. Nürnberger Gesetze) о гражданстве и расе, которые запрещают им вступать в браки с немцами и участвовать в выборах, цыгане лишаются гражданства Третьего рейха.
16 мая 1938 года по приказу рейхсфюрера СС Гиммлера в берлинское управление уголовного розыска было включено управление по борьбе с «цыганской угрозой». Первым законом, прямо и непосредственно направленным против цыган, был циркуляр Гиммлера от 8 декабря 1938 года «О борьбе с цыганской угрозой». В нём говорилось об «урегулировании цыганского вопроса исходя из расовых принципов».
Во второй половине 1930-х годов начинается принудительная стерилизация цыган, в частности таким методом как укол в матку грязной иглой, что нередко приводило к смерти от заражения крови.
27 апреля 1940 года по приказу Гиммлера начались первые депортации синти и рома на территорию Польши — в трудовые и концентрационные лагеря, а также в еврейские гетто. Польских цыган также размещают в гетто, а имущество изымают. Позже цыган, как и евреев, отправляли из гетто в лагеря смерти.
С осени 1941 года на оккупированных территориях СССР наряду с массовыми убийствами евреев начались массовые убийства цыган. Айнзацгруппы уничтожали встреченные на пути таборы. В Германии аресты цыган начались в 1943 году, арестованных отправляли в Освенцим. Уничтожением цыган наряду с евреями и сербами также занимался режим усташей в Хорватии.
Оценки числа убитых цыган варьируются от 200 000 до 1 500 000 человек.

## Славяне
Известны планы Гиммлера, изложенные в секретном меморандуме «Некоторые мысли об обращении с инородцами на Востоке», в частности о разделении населения Восточной Европы на мелкие группы и последующем уничтожении этих групп. После истребления евреев планировалось уничтожение кашубов, гуралей, лемков, и т. д. Также в меморандуме содержалось предложение ограничить образование «инородцев» «счетом до 500», написанием своего имени и знанием «закона божьего». Навык чтения назывался лишним.
По мнению американского историка Джона Коннелли, в ранних работах Гитлера и других нацистов можно найти не слишком много выпадов против славянских народов. Также он считает, что изначально нацистские идеологи почти не делали разницы между разными группами славянского населения; на практике, однако, отношение к разным народам было различным, будучи продиктованным, как правило, оппортунистическими соображениями.
По мнению Коннелли, до начала Второй мировой войны нацисты, скорее всего, не имели последовательных планов осуществления расовой политики относительно славян, хотя считали их низшей группой народов. После же уничтожения Польши поляки и славяне в целом постепенно в глазах нацистов переходят в разряд «неевропейских народов».
Только польские, русские и украинские остарбайтеры подлежали смертной казни за половые контакты с немецким населением. Рейхскомиссар Украины Эрих Кох называл украинцев «расово низшими», считая их мало отличными от животных и устраивал охоту на них в специальных резервациях (несмотря на то, что в дистрикте Галиция в 1939 году было допущено образование Украинского центрального комитета и украинцы находились в привилегированном по отношению к полякам положении).
Изменения в отношении также происходили на основе наблюдения цвета волос, глаз и антропометрических показателей местных жителей.

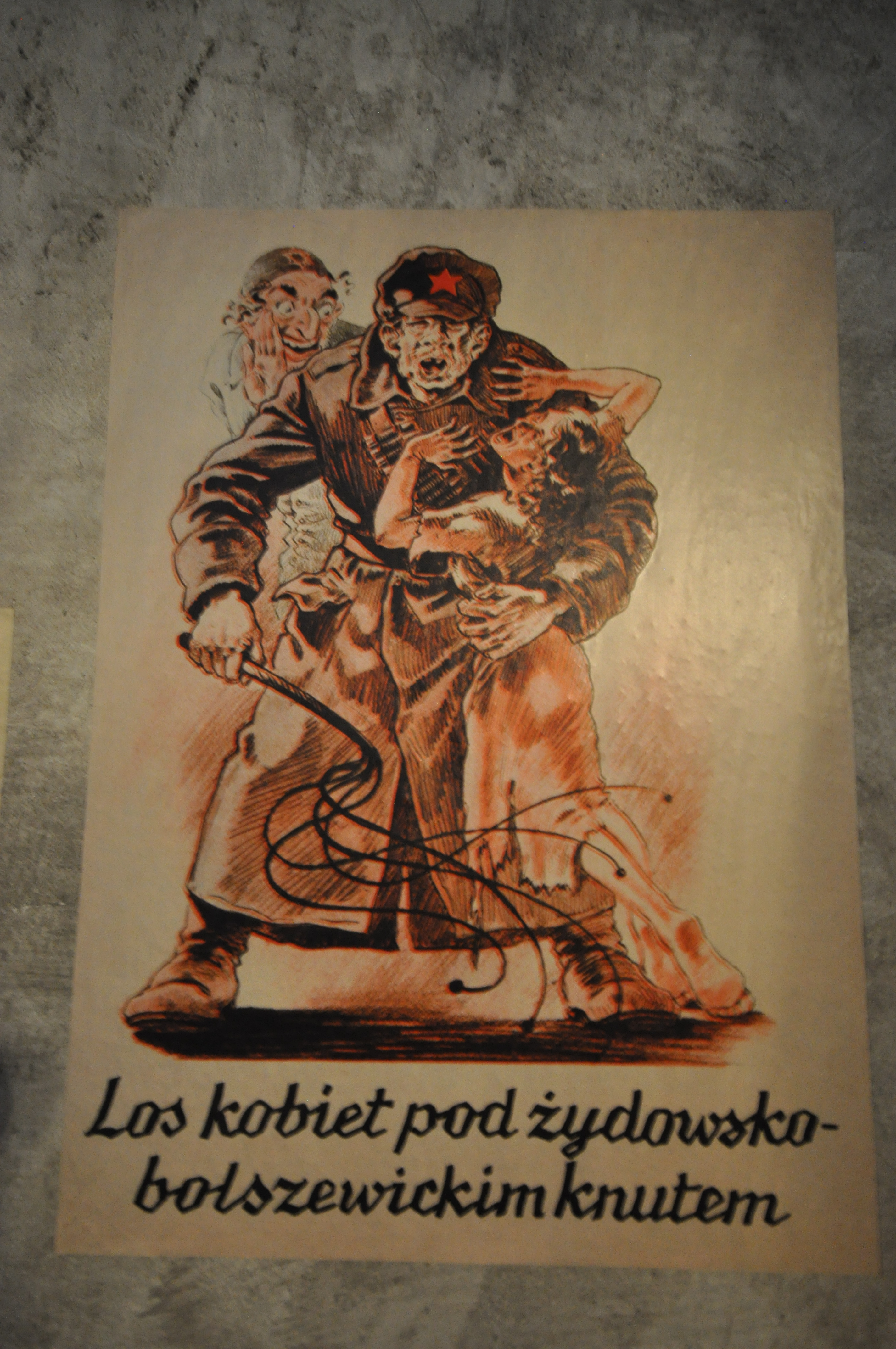
Нацистский плакат на польском языке «Судьба женщины под еврейско-большевистским кнутом». Еврей направляет «недочеловека»

Коннелли отмечает, что словаки, хорваты и болгары имели собственные марионеточные государства и вступили в войну на стороне Оси (при этом хорваты одновременно преследовали других южных славян — сербов), а режим в Протекторате Богемия и Моравия был заметно мягче установленного в Генерал-губернаторстве и на оккупированной территории СССР.
В качестве причины такой непоследовательной политики по отношению к славянам, по мнению Коннелли, можно назвать то, что Юго-Восточная Европа не входила в планы Гитлера по занятию «жизненного пространства» и до 1943 года входила преимущественно в сферу итальянского влияния. Относительно мягкий режим по отношению к словакам и чехам был продиктован интересами военной экономики и сговорчивостью этих народов. При этом города Советского Союза как территории «жизненного пространства» напротив должны были быть разрушены, а территория опустошена и затем заселена сельскими немецкими жителями.
Мартин Борман утверждал:

Славяне должны на нас работать. В той мере, в какой они нам не нужны, они могут вымирать. Поэтому обязательное проведение прививок и медицинское обслуживание со стороны немцев является излишним. Размножение славян нежелательно. Они могут пользоваться противозачаточными средствами и делать аборты, и чем больше, тем лучше. Образование опасно. Для них достаточно уметь считать до ста. В лучшем случае приемлемо образование, которое готовит для нас полезных марионеток.
Речь Генриха Гиммлера в Познани 4 октября 1943 года перед своими группенфюрерами отражает восприятие славян как представителей «низшей расы» и животных:

Мы должны …вести себя по-товарищески по отношению к людям одной с нами крови, и более ни с кем. Меня ни в малейшей степени не интересует судьба русского или чеха… Живут ли другие народы в благоденствии или они издыхают от голода, интересует меня лишь постольку, поскольку они нужны как рабы для нашей культуры, в ином смысле это меня не интересует. Погибнут или нет от изнурения при создании противотанкового рва 10000 русских баб, интересует меня лишь в том отношении, готов ли для Германии противотанковый ров… Известно, что такое славяне. Славянин никогда не был способен сконструировать что-либо. Славяне — смешанный народ на основе низшей расы с каплями нашей крови, не способный к поддержанию порядка и к самоуправлению. Этот низкокачественный человеческий материал сегодня так же не способен поддерживать порядок, как не был способен 700 или 800 лет назад, когда эти люди призывали варягов, когда они приглашали Рюриков. Мы, немцы, единственные в мире, кто хорошо относится к животным. Мы будем прилично относиться и к этим человеческим животным. Однако было бы преступлением перед собственной кровью заботиться о них и внушать им какие бы то ни было идеалы и тем самым ещё больше затруднять нашим детям и внукам обращение с ними.
Среди славян одними из наиболее пострадавших были поляки. С 1939 по 1945 год не менее 1,5 миллионов польских граждан были депортированы в Германию на принудительные работы. Ещё сотни тысяч были заключены в нацистские концлагеря. По некоторым оценкам, во время Второй мировой войны гитлеровцы убили не менее 1,9 миллиона поляков нееврейского происхождения.
В праворадикальной среде восточноевропейских стран, включая Россию, распространена идея, что немецкие нацисты не считали славян ниже себя в расовом отношении. Ряд праворадикальных музыкальных групп исполняют песни о том, как «славяне тоже сражались в отрядах СС за чистоту арийской крови», а немцы считали русских своими «белыми братьями», тогда как всё опровергающее это — «советская пропаганда и вымысел коммунистов». Российский автор Владимир Авдеев (создатель учения «расология» о превосходстве «нордической расы» над другими) писал, что в нацистской Германии не было никакой «оголтелой целенаправленной русофобии» и славян не считали «недочеловеками». Обратное он считал «стереотипами советской и либеральной эпох», а также «безграмотной фантазией ангажированных журналистов».

## Другие народы
В пропагандистской советской брошюре 1942 года отмечалось, что для каждого народа у нацистов есть бранные клички. Так, англичан они называли «выродившимся племенем плутократов», французов — «негроидами», итальянцев — «людьми испорченной крови и отравленной души», румын, венгров и турок — «обезьянами».
По свидетельству бывшего заключённого, в тюрьмах полностью соблюдался принцип расовой сегрегации. Заключённые делились на четыре категории (по наличию «нордической примеси»): первая — немцы (высшая раса, уберменши), вторая — голландцы, датчане, норвежцы (хотя и чистая нордическая раса, но не уберменши), третья — французы, бельгийцы, итальянцы (полунордическая раса), четвёртая — русские, поляки, чехи (лишь следы нордической крови, в массе — унтерменши).
13 июля 1941 года в Штеттине рейхсфюрер Гиммлер выступал перед эсэсовцами из отправлявшейся на Восточный фронт боевой группы «Норд» с речью, где напутствовал их на войну и заявлял, что «на другой стороне стоит 180-миллионный народ, смесь рас и народов, чьи имена непроизносимы и чья физическая сущность такова, что единственное, что с ними можно сделать — это расстреливать без всякой жалости и милосердия». Также он перечислял в качестве «недочеловеков» гуннов, венгров, татар, монголов и русских:

Когда вы, друзья мои, сражаетесь на Востоке, вы продолжаете ту же борьбу против того же недочеловечества, против тех же низших рас, которые когда-то выступали под именем гуннов, позднее — 1000 лет назад во времена королей Генриха и Оттона I, — под именем венгров, а впоследствии под именем татар; затем они явились снова под именем Чингисхана и монголов. Сегодня они называются русскими под политическим знаменем большевизма.
Внешнее сходство с евреями неоднократно оборачивалось против советских военнопленных — представителей народов Кавказа, а порой и Средней Азии: их убивали и подвергали издевательствам.
Потомки чернокожих солдат Антанты и немецких женщин, которых называли «рейнландскими бастардами», подвергались принудительной стерилизации начиная с 1937 года.
Однако расовая теория перестраивалась в угоду текущей внешней политики. В частности если изначально итальянцев относили к «малоценной средиземноморской расе», а японцев награждали презрительными кличками, по мере сближения с Италией и Японией эти народы стали относить соответственно к потомкам римлян и «избранной расе».
Сами немцы также не избежали преследования на основе идей о «расовой полноценности». В рамках расовой гигиены подлежали стерилизации и уничтожению люди с психическими расстройствами и наследственными болезнями, позже также инвалиды и болеющие более 5 лет. Одним из последних евгенических декретов фюрера в 1945 году был об уничтожении немцев, страдающих лёгочными заболеваниями.

## Хронология событий
Политические противники и инакомыслящие (представители духовенства, Свидетели Иеговы, интеллектуалы) стали уничтожаться в многочисленных импровизированных полицейских лагерях, на территории бывших фабрик, крепостей в первые недели, после прихода Гитлера к власти.
7 апреля 1933 года был принят «Закон о восстановлении профессионального чиновничества», в соответствии с которым было предписано уволить всех «неарийских» чиновников, за редким исключением. «Неарийцем» считался каждый, кто имел хотя бы одного пра-родителя еврея.
29 июня 1933 года Рихард Дарре, как глава Управления аграрной политики, издаёт закон о наследовании, по которому земельные участки от 7,5 до 125 гектар могут пожизненно закрепляться за их владельцами и передаваться в наследство, только если владельцы могут доказать чистоту своей крови до 1800 года. Под действие этого закона попадает более 60 % всей сельскохозяйственной территории Германии.
В 1933 году антрополог Ойген Фишер заявил, что с научной точки зрения браки и половые отношения между живущими в Германии евреями и неевреями нежелательны, и потребовал принятия соответствующего закона (уже позже в 1941 г. Фишер будет одобрять план поголовной принудительной стерилизации тех немцев, чьи дед или бабка были евреями, но этот план так и не был осуществлен).
15 октября 1934 года партийный лидер Рудольф Гесс создал ведомство для изучения родства при национал-социалистической партии. Позже оно получило название «Имперское ведомство по изучению родства». Работой ведомства руководило СС и министерство юстиции.
В «Нюрнбергских законах» 1935 года, вводились правила, по которым определяется принадлежность к немецкой или еврейской расе: «чистокровными» немцами являлись немцы в четырёх поколениях. Евреями считались потомки трех-четырёх поколений евреев, а между ними находились «полукровки» первой или второй степени. Если предки были иудеями, то потомки тоже являлись евреями.
Сперва была введена дискриминация против метисов от браков между немцами и евреями. 26 ноября 1935 года в категорию «расово неполноценных» циркулярами министерства внутренних дел были официально включены также «цыгане, чернокожие и их бастарды» (закономерным итогом этого стала стерилизация после присоединения в 1936 году Рейнской области рождённых там от браков африканских солдат французской армии и немок метисов, известных как рейнландские бастарды). Цыгане подвергались дискриминации и соответственно признавались расово неполноценными. Также в категорию «расово неполноценных» включались все, кто не соответствовал идеалу (который культивировался национал-социалистами), даже несмотря на расовый тип, например: представители сексуальных меньшинств, наркоманы, алкоголики, проститутки, душевнобольные, умственно отсталые, нетрудоспособные лица, инвалиды, а также болеющие больше 5 лет. Таких людей идеологи евгенической политики считали нежелательными элементами, подверженными вырождению и дегенерации, которые загрязняют «арийскую» кровь своей больной наследственностью и потому достойных смерти, как и в силу экономических причин.
С марта 1936 года и на цыган были распространены положения «нюрнбергских законов», которые прежде распространялись только на евреев: им также было воспрещено вступать в браки с немцами и участвовать в выборах, а также с цыган было снято гражданство Третьего рейха. При этом «расово чистые цыгане» (выбираемые из числа цыган-синти по признаку сочетания внешности и поведения, признанного положительным) имели те же права, что и немцы, за исключением права вступать в брак с немцами, а «цыгане-полукровки» (все цыгане-рома и большинство цыган-синти) приравнивались к евреям как «разрушители культуры».
Главное управление СС по вопросам расы и поселения разработало методику расового отбора в СС, а также Брачный кодекс СС, который запрещал эсэсовцам жениться на не чистокровных «арийках».
В 1936 году Рихард Дарре публикует книгу «Кровь и почва, главная идея национал-социализма», где пропагандирует единство немецкой расы и её жизненного пространства (см. также План «Ост»).
15 ноября 1938 года еврейским детям запрещается посещать немецкие школы.
Наличие евреев в родословной было компрометирующим материалом. Все эти[какие?] факты входили в досье Гиммлера.
Группа авторов по заданию Генри Форда составила и опубликовала под его именем книгу «Международное еврейство», затем использованную нацистской пропагандой. Так постепенно создавался образ враждебного мирового еврейства (нем. Weltfeind мирового врага), растиражированный впоследствии.
В расовую теорию нацистов входил раздел генетики — евгеника (принявшая в Германии название расовая гигиена), согласно которой строгие правила воспроизводства должны были привести к улучшению германской расы и остановить рост низших представителей, которые размножались гораздо быстрее, согласно сторонникам евгеники.
В практику Главного управления имперской безопасности (РСХА) вошло любую немку, обвиненную в сексуальных связях с евреем, отправлять в концлагерь, чтобы предотвратить «опасность того, что она вновь предастся осквернению расы, уже с другим мужчиной».
Продолжением развития евгенических понятий явилась реализация немецкими нацистами в 1940 году программы «T-4» по стерилизации и физическому уничтожению «неполноценных элементов» — людей, 40 % которых не имели психиатрического диагноза, в том числе и детей и лиц, страдающих от врождённых дефектов, детей-калек, а также страдающих психическими заболеваниями. В рамках этой программы в одной только Германии было уничтожено 275 тыс. человек.
Затем была построена сеть лагерей смерти для уничтожения целых народов, не удовлетворяющих расовой теории. В первую очередь нацисты уничтожали евреев и цыган. Нацисты проводили массовые расстрелы по национальному признаку, также отправляли людей в лагеря смерти для физического уничтожения. Там были замучены с особой жестокостью или убиты в газовых камерах, сожжены живыми миллионы человек.
Политическое завещание Гитлера, написанное им 29 апреля 1945 года за пару дней до смерти, содержит такие слова:
Превыше всего я требую от руководителей и народа неукоснительно соблюдать расовые законы и безжалостно бороться с вездесущим отравителем всех народов — мировым еврейством
Программы, обусловленные немецкой евгеникой, выразившиеся в нацистской расовой политике и проводившиеся в рамках предотвращения «вырождения» немецкого народа («нордической расы»):
- Программа Т-4 — уничтожение нетрудоспособных: психически больных, и вообще больных более 5 лет.
- Репрессии мужчин гомосексуалов
- Лебенсборн — рождение и воспитание в детских домах детей от лиц, прошедших расовый отбор, то есть имеющих преимущественно нордическое происхождение и не имеющих неевропейских расовых примесей.
- «Окончательное решение еврейского вопроса» (тотальное уничтожение евреев, см. также Холокост, Айнзатцгруппа)

## В произведениях искусства
- х/ф «Магазин на площади» (ЧССР, 1965)